# Босанська віла
«Босанська віла» — сербський журнал на теми літератури, культуру, одним із найстаріших журналів такого роду в Боснії та Герцеговині. Він об'єднав молодих сербських, хорватських та мусульманських письменників, відкидаючи національну винятковість і проповідуючи сербсько-хорватську культурну єдність. Видавцем журналу є Сербська освітньо-культурна асоціація «Просвета» із Сараєво, а першим головним редактором був Божидар Нікашинович.

## Історія
Перший номер «Босанської віли» вийшов 16 грудня 1885 року в Сараєво. Його ініціаторами були чотири молоді викладачі з Боснії та Герцеговини: Божидар Нікашинович, Нікола Шумоня, Нікола Кашикович та Стево Калуджерчич. Перші десять номерів редагував Божидар Нікашинович, наступні сімнадцять — Нікола Шумоня, а з 1 квітня 1887 року редактором став Нікола Кашикович.
Перша сторінка першого видання «Фея» є одним із найкращих доказів того, як ініціатори сприймали Сараєво і всю країну Боснію та Герцеговину. Автор титульної сторінки Стево Калуджерчич, обіймаючи панораму Сараєво, над яким витає віла, показав все різноманіття життя. Важливість журналу для цього регіону визнає турецький султан Абдул Хамід II, який у 1895 році нагородив одного із засновників журналу Ніколу Кашиковича орденом Меджидії третього ступеня .

## Автори
Дімітріє Мітрінович, Володимир Чорович, Алекса Шантич, Светозар Чорович, Йован Дучич, Осман Джикіч, Мілан Прелог, Петър Кочич, Світласлав Стефанович, Йован Максимович, Велько Петрович, Марко Кар брали участь у створенні журналу як редактори або члени редакційної ради, крім перерахованих: Сімо Еракович, Сіма Пандуревич, Мілорад Павлович, Пера Талетов, Ісідора Секуліч, Іво Андрич та Тін Уєвич. Журнал виходив протягом 29 років, кожні 15 днів — до початку Першої світової війни.